# Propedeutik
Propedeutik (av grekiska pro, "i förväg", och paide'-véin, "undervisa", av pais, "barn"), förberedande kunskap, vilken tjänar som inledning till inhämtandet av en konst eller vetenskap.
Ordet brukas i synnerhet om den förberedande filosofiska undervisningen i logik och antropologi. - Propedeutisk, tjänande som förskola. - Filosofisk propedeutik kallades tidigare de vetenskaper, som tjänar som inledning till det filosofiska systemet. Som sådana plägade särskilt den formella logiken och den empiriska psykologin betraktas.
Propedeutiska kurser kallades den grundläggande akademiska undervisningen i de olika vetenskaperna. Dessa kurser förberedde till de lägre akademiska examina och skiljdes från de offentliga akademiska föreläsningarna, som var avsedda att främja de högre vetenskapliga studierna.
Den förberedande universitetskursen examen philosophicum som är obligatorisk för studier vid norska universitet är ett exempel på en propedeutisk kurs.
I Sverige undervisades gymnasister vanligtvis i filosofisk propedeutik åtminstone sedan 1905.